# Misima (Demokratische Republik Kongo)
Koordinaten: 2° 21′ S, 28° 36′ O
Misima ist ein Dorf in der Demokratischen Republik Kongo. Es liegt in der Provinz Süd-Kivu.
Misima befindet sich auf dem Weg zwischen Busurungi und dem Shario-Wald.
Misima gehört zu dem Zusammenschluss Mubugu (alternative Schreibweise Mubuku).
2010 wurde das strategisch wichtig gelegene Misima zusammen mit anderen Orten von den Forces Démocratiques de Libération du Rwanda (FDLR) besetzt.
2008 besaß Misima eine öffentliche Grundschule.